# Entre Folhas
Entre Folhas is een gemeente in de Braziliaanse deelstaat Minas Gerais. De gemeente telt 5.065 inwoners (schatting 2009).